# ترسيب بروتيني
يستخدم الترسيب على نطاق واسع في التجهيز النهائي للمنتجات البيولوجية مثل البروتينات. 
وحدة العمليات هذه تعمل على تركيز وتجزيء المنتج المستهدف من الملوثات المتعددة. على سبيل المثال يستخدم ترسيب البروتين في صناعة التقنية البيولوجية لا زالة الملوثات الموجودة عادة في الدم.
البحوث الأكاديمية لترسيب البروتين اتخذت منهجا جديدا في الترسيب البروتيني  فالالية الكامنة وراء عملية الترسيب هي الغيير المحتمل لذوبان المذيب وبالتالي انخفاض ذوبان المادة المذابة بواسطة الكاشف.

## ذوبان البروتين
ان انحلالية البروتين في الحواجز المائية تعتمد على توزيع المواد الرطبة(المائية) وبقايا حوامض امينية هيدروفوبية على سطح البروتين. 
تحدث البقايا الهيدروفوبية غالبا في نواة البروتين الكروي لكن بعضها تتواجد في جزء صغير على السطح.
البروتينات التي تحتوي على أحماض أمينية هيدروفوبية عالية على السطح لها قابلية ذوبان منخفضة في المذيبات المائية.بحيث ان البقايا المشحونة والقطبية الموجودة على السطح تتفاعل مع المجموعات الايونية في المذيب وتؤدي إلى زيادة قابلية للذوبان.ان معرفة تكوين الأحماض الامينية للبروتين تساعد في تحديد طريقة مثالية لترسيب المذيب.

## قوة النفور الكهربائية
تتشكل الشحنات الكهروستاتيكية عندما يتعلق البروتين بحل كهرلي. هذه الشحنات المتنافرة بين البروتينات تمنع التجمع وتسهل الذوبان. الايون المذيب يهاجر نحو البقايا الموجودة على سطح البروتين مشكلا مصفوفة جامدة لهذا الايون تعلق على سطح البروتين.فطبقة الإذابة المجاورة والتي تكون اقل جمودا تتألف من لمحة متناقصة لتركيزهذا الايون بمقابل زيادة لتركيز الايونات المشتركة.في الواقع ان احتمالة دخول البروتين في التفاعلات الايونية بعضها البعض ستنخفض.والبروتينات اقل عرضة عرضة لتتشكل ضمن مجموعات فجزيئات الماء لها اثر مماثل حيث ان الماء يشكل طبقة اذابة حول رواسب السطح المائي للبروتين والماء يوجد الانحدار نحو تركيز البروتين وفقا لأعلى تركيز على سطح البروتين وشبكة المياه هذه لها تأثير التثبيط على قوة التجاذب بين البروتينات.

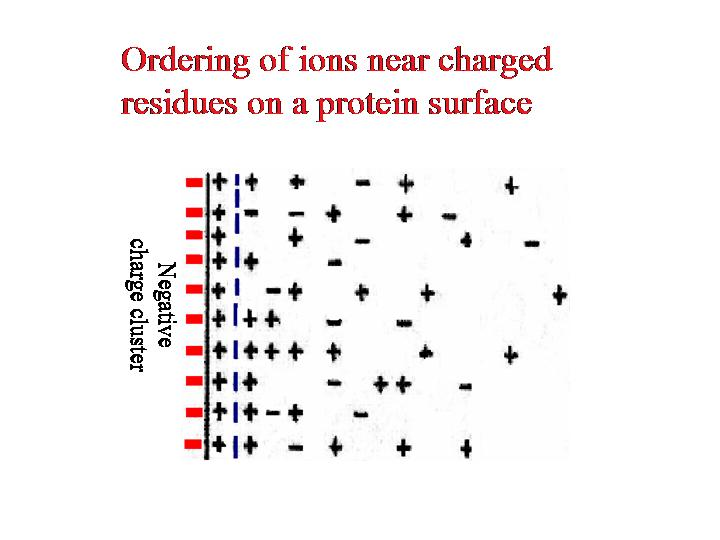
Ionic Solvation Layer
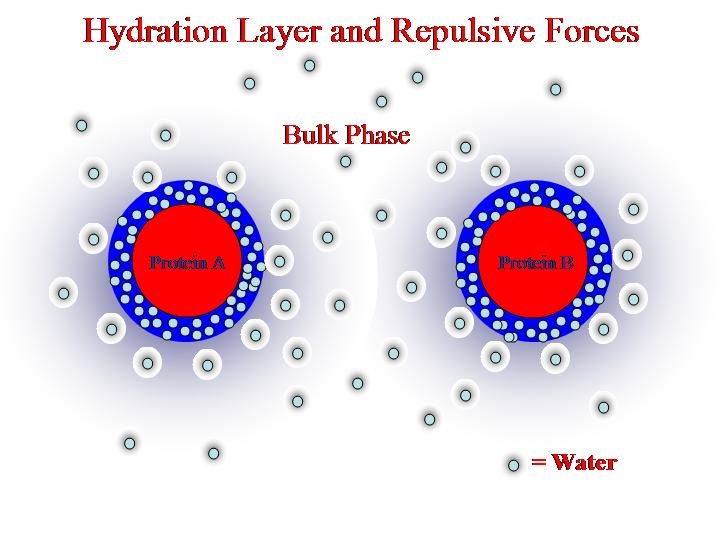
Hydration Layer

## قوة الجذب الكهربائية
قوة النتافر أو التجاذب موجودة بين البروتينات من خلال استمراية وحث ثنائيات الأقطاب. على سبيل المثال الرواسب الأساسية الموجودة على البروتين يمكن ان يكون لها تفاعلا كهروستيكيا مع الرواسب الحمضية على بروتين اخر. مع ذلك فان ذوبان الايونات في محلول كهرلي أو في الماء يؤدي إلى انخفاض قوة الجذب لدى البروتينات ويمكن تعزيز تراكم البروتين والترسيب من خلال خفض طبقة الماء حول البروتين.ان الغرض من إضافة الكواشف إلى عملية ترسيب البروتين هو الحد من طبقة المياه. 

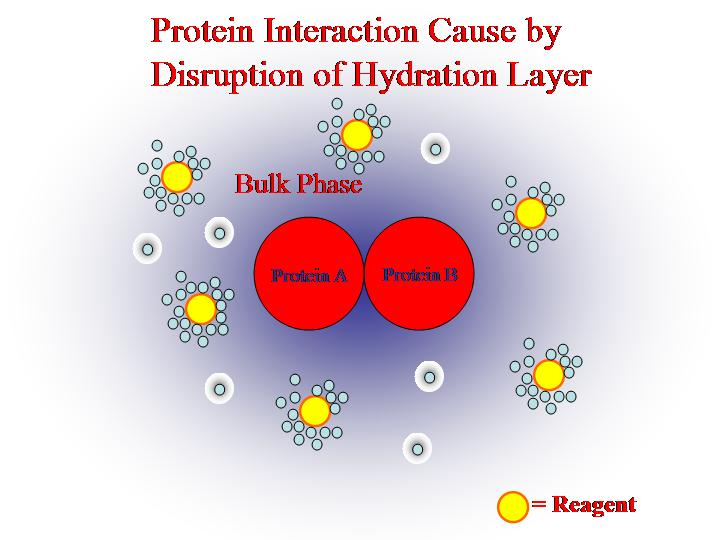
Hydration Layer

## تشكل الترسيب
يحدث تشكل رواسب البروتين في عملية متدرجة. فإضافة عامل الترسيب والخلط المطرد يزعزعان المحلول البروتيني. حيث ان الخلط يؤدي إلى ان تتعارض المادة المترسبة مع المنتج المقصود. فعملية خلط الجزيئات تحتاج إلى وقت كاف لكي توزع الجزيئات عبر الدوامات المائعة.خلال مرحلة التنوي التالية يتم إنشاء جزيئات ذات الحجم غيرالمرئي بالمجهر ونمو هذه الجسيمات يتم تحت سيطرة الانتشار البراوني.ثم تتنامى الجسيمات لتصل إلى حجم (0.1 ميكروميتر إلى 10 ميكروميتر للحقول العالية والمنخفضة على التوالي).
ومع إضافة ناشر من جزيئات البروتين الفردية تستمر في النمو عن طريق الاصطدام مع بعضها أو عن طريق الالتصاق والتلبد.وهذه المرحلة تحدث بشكل أبطأ. خلال الخطوة النهائية تشيخ الجزيئات في حقل القص، ورواسب الجزيئات تتصادم وتلتصق. حتى يتم التوصل إلى استقرار متوسط حجم الجسيمات والتي تعتمد على البروتينات الفردية. القوة الميكانيكية لجزيئات البروتين ترتبط مع المنتج بمعدل متوسط خلال وقت الشيخوخة والذي يعرف بعدد كامب. الشيخوخة تساعد الجزيئات على مقاومة قوى القص المتصادمة في المضخات ومناطق تغذية أجهزة الطرد المركزي دون تخفيض الحجم.

## التمليح الخارجي
ان التمليح الخارجي هو الأسلوب الأكثر انتشارا لترسيب البروتين الهدف. فإضافة الملح المحايد مثل كبريتات الأمونيوم يعمل على ضغط طبقة الانذياب ويزيد من التفاعلات البروتينية.كما يتم زيادة تركيزالمحلول الملحي لتصبح كتلة المياه مرتبطة أكثر مع الايونات ونتيجة لذلك فان كميات المياه المتاحة للمشاركة في طبقة الانذياب البروتيني تكون قليلة.فقد يظهر البروتين التفاعلات الهايدروفوبية والمحلول المترسب بشكل كلي. 

### علم الطاقة مشارك في عملية التمليح الخارجي
التمليح الخارجي هو عملية تلقائية عندما يتركز الملح بشكل صحيح في المحلول. ان البقع الهايدروفوبية الموجودة على سطح البروتين تولد قشور أو قذائف مائية عالية وهذا يؤدي إلى انخفاض طفيف في المحتوى الحراري,ΔH, وإلى أكبر انخفاض في الانتروبيا,ΔS, وايجاد الحل النسبي لجزيئات الماء والتغير الشامل للطاقة الحرة, ΔG,
وهذه هي المعادلة التي وضعها جيبس للطاقة الحرة:
ΔG = ΔH − TΔS.
ΔG= تغير الطاقة الحرة.
ΔH= التغير الانثالبي عند الترسيب.
ΔS= التغير الانتروبي عند الترسيب.
T= درجة الحرارة المطلقة.
عندما يتم احضار جزيئات الماء الذائبة لطبقة المحلول الجامدة مرة أخرى في المرحلة الكبرى من خلال التفاعل مع إضافة الملح عندها تصبح حرة أكثر في التحرك مما يؤدي إلى زيادة كبيرة في المحتوى الحراري لها وهكذا يصبح تغير الطاقة الحرة سلبيا ويحدث الترسيب بصورة تلقائية.

### سلسلة هوفمايستر
الكوزموتروبس أو صناع هيكل المياه هو عبارة عن الأملاح التي تعزز تبديد الماء لطبقة الذوبان المحيطة بالبروتين.تعرض البقع الهايدروفوبية على سطح البروتين ثم تتفاعل مع البقع الهايدروفوبية الموجودة على بروتينات أخرى. هذه الأملاح تعزز تجمع البروتين والترسيب ان الشاوتروبس أو مجزئات هيكل الماء لها تأثير عكسي على الكوزموتروبس. هذه الأملاح تشجع على الزيادة في طبقة الذوبان حول البروتين. ففعالية أملاح الكوزموتروبيك المترسبة في البروتين تتبع الترتيب التالي لسلسة هوفمايستر :

الترسيب الاقل {\displaystyle \mathrm {PO_{4}^{3-}>SO_{4}^{2-}>COO^{-}>Cl^{-}} } الترسيب الأكثر
الترسيب الاقل {\displaystyle \mathrm {NH_{4}^{+}>K^{+}>Na^{+}} } الترسيب الأكثر

### التمليح الخارجي في طور التدريب
ان انخفاض مستوى ذوبان البروتين يتبع التنسيب الأحادي للنوع المعروض. يمكن تمثيل العلاقة بين ذوبان البروتين وتزايد القوة الايونية للمحلول عن طريق معادلة كوهن التالية :
{\displaystyle \log S=B-KI\,}
S == ذوبان البروتين , B = الذوبان المثالي, K == الملح الخاص الدائم وI=القوة الايونية للمحلول وهو ما يعزى للملح المضاف.
{\displaystyle I={\begin{matrix}{\frac {1}{2}}\end{matrix}}\sum _{i=1}^{n}c_{i}z_{i}^{2}}
zi== هو شحنة ايون الملح وci == هو تركيز الملح
ان الملح المثالي لعملية ترسيب البروتين هو الأكثر فعالية لتكوين الأحماض الامينية على وجه الخصوص، غير مكلف، وغير قابل للدرء، والا يكون ملوث للبيئة.
الملح الأكثر شيوعا هو كبريتات الأمونيوم وهناك تباين وانخفاض في درجات الحرارة للتمليح الخارجي لدرجة حرارة من 0 درجة مئوية إلى 30 درجة مئوية. ان رواسب البروتين المتبقية في المحلول الملحي يمكن ان تظل مستقرة على مدى سنوات محمية من التلوث الجرثومي والتحلل البروتيني عن طريق التركيز العالي للملح.
لايمكن كبريتات الأمونيوم الملح ان تستعمل في المحاليل لاحتوائها على pH > 8 لان ايون الامونيوم له تأثير التخزين المؤقت على المحلول. اما سترات الصوديوم فهو بديل جيد للمحاليل المذكورة اعلاها.

## نقطة الترسيب الكهرساوي (الكهربائي)
ان النقطة الكهرساوية (pI) هي الرقم الهيدروجيني للذوبان عندما تصبح الشحنة الأولية الصافية للبروتين صفرا.
المحلول الهيدروجيني المذكور اعلاه على سطح البروتين هو في الغالب سلبي الشحنة وبالتالي الجزيئات المشحونة ستظهر القوى المتنافرة.وبالمثل في المحلول الهيدروجيني المذكور تحت (pI) فالسطح البروتيني في الغالب يكون ايجابي الشحنة ومن ثم يحدث تنافر بين البروتينات ومع ذلك في (pI) تلتغي الشحنات السالبة والموجبة ويتم خفض القوى الكهربائية المتنافرة وتسود قوى التشتت. حيث تؤدي القوى المشتتة إلى التجمع والترسيب. ان ال (pI) لمعظم البروتينات في نطاق درجة 4-6. تستخدم الأحماض المعدنية مثل حمض الهيدروكلوريك وحمض الكبريتيك كمرسبات. ان أكبر اضرار نقطة الترسيب الكهرساوي هو المسخ النهائي المسبب بواسطة الأحماض المعدنية.لهذا السبب غالبا ما يتم استخدام نقطة الترسيب الكهرساوي لترسيب البروتينات الملوثة بدلا من البروتين المقصود.
ان عملية ترسيب الكازين أثناء صناعة الجبن أو أثناء إنتاج كازينات الصوديوم هي عملية ترسيب كهرساوي.

## الترسيب عن طريق المذيبات العضوية
ان إضافة المذيبات الممتزجة مثل الايثانول أو الميثانول إلى المحلول يمكن ان يؤدي بالبروتين ان يترسب في المحلول والطبقة المذابة الموجودة حول البروتين سوف تنخفض في المذيبات العضوية وتدريجيا تغير مكان الماء من سطح البروتين وتضعها في الطبقات الاماهه حول جزيئات المذيب العضوي.
مع اصغر طبقات الاماهه يمكن للبروتين ان يجتمع عن طريق الجذب الكهربائي وقوى الاستقطاب. وأهم عامل يجب التركيز عليه هو عامل الحرارة التي ينبغي ان تكون اقل من 0 درجة مئوية لتجنب التمسخ ليتركز البروتين ودرجة الحموضة في المحلول. المذيبات العضوية القابلة للامتزاج تخفض ثابت العزل الكهربائي للماء والذي في الواقع يعمل على السماح لاثنين من البروتينات بالاقتراب من بعضها. 
عند نقطة الترسيب الكهرساوي تعطى العلاقة بين العزل الكهربائي الثابت وذوبان البروتين عن طريق:
{\displaystyle \log S=k/e^{2}+\log S^{0}\,}
S0== قيمة استقراء لS و e ==هو ثابت العزل الكهربائي للخليط k=الثبات العائد على العزل الكهربائي للماء.
معادلة كوهن لتجزئة بروتين البلازما تعتمد على الترسيب مع مذيب الايثانول لعزل بروتينات البلازما الفردية. ان التطبيق السريري لاستخدام الميثانول كعامل لترسيب البروتين يكون في تقدير البيليروبين.

## بوليمرات مائية غير ايونية
البوليمرات مثل ديكستران وغليكولٌ بولي إيِثيلين كثيرا ما تستخدم لترسيب البروتين لان قابلية الاشتعال لديها منخفضة واقل احتمالا لتغيير المواد الحيوية للترسيب الكهرساوي. هذه البوليمرات الموجودة في المحلول تجذب جزيئات الماء بعيدا عن طبقة الإذابة المتواجدة حول البروتين. وهذا يعزز من تفاعلات البروتين ويعزز الترسيب. لحالة معينة من غليكولٌ بولي إيِثيلين يمكن للترسيب ان يمثل عن طريق المعادلة التالية:
{\displaystyle \ln(S)+pS=X-aC\,}
C== تركيز البوليمر, P = تفاعل معامل البروتين, a ==عامل تفاعل البروتينات والبوليمرات
{\displaystyle x=(\mu _{i}-\mu _{i}^{0})RT}
μ=الجهد الكيميائي للعنصر الأول, R =ثابت الغازات العام وT=درجة الحرارة المطلقة.

## التخثر بوجود محلول كهربائي ذو وزن جزئي مرتفع
يمكن ان تشكل الجينات وكَرْبُوكْسِي ميثيل سلولوز وحامض البولياكريليك وحامض التانيك والفوسفات شبكات ممتدة بين جزيئات البروتين في المحلول. ففعالية هذا المحلول الكهربائي ذو الوزن الجزيئي المرتفع تعتمد على الرقم الهيدروجيني للمحلول حيث يتم استخدام هذا المحلول الايوني بشكل اقل في القيم الهيدروجينية منها في النقطة الكهرساوية. المحلول الكهربائي ذو الوزن الجزيئي المرتفع الكاتيوني للقيم الهيدروجينية المذكورة سابقا هو pI. من المهم الإشارة إلى أن وجود فائض من محلول كهربائي ذو وزن جزيئي مرتفع يؤدي إلى حث الإذابة مرة أخرى في المحلول. مثال على تلبد هذا المحلول المذكور هو ازالة بقعة من البروتين لنبتة البيرة باستخدام الطحلب الأيرلندي.

## الايونات الامينية متعددة التكافؤ
يمكن استخدام الأملاح المعدنية ذات التركيز المنخفض لقذف انزيمات الأحماض النووية من المحاليل. وايونات المعادن متعددة التكافؤ الأكثر استعمالا هي: 
Ca2+, Mg2+, Mn2+ or Fe2+.

## مفاعالات الترسيب
هناك العديد من المفاعلات الصناعية الصلبة يمكن استخدامها لترسيب كميات كبيرة من البروتينات مثل بوليميراز الدنا المترابط في المحلول.

### المفاعلات الدفعية
المفاعلات الدفعية هي ابسط نوع من مفاعلات الترسيب فعامل الترسيب يضاف ببطء إلى محلول البروتين تحت تأثير الخلط. جزيئات البروتين في مجموعها تميل إلى ان تكون مدمجة، عادية الشكل وعندما تعرض الجزيئات لمجموعة واسعة من اجهادات القص لفترة طويلة من الزمن فانها تميل إلى ان تكون مدمجة، كثيفة , ومستقرة ميكانيكيا. 

### المفاعلات الانبوبية
في المفاعلات الانبوبية تتصل تغذية محلول البروتين وكاشف الترسيب معا في منطقة خلط فعالة ثم تغذى في انابيب طويلة حيث يأخذ الترسيب مجالا للعمل.فالسائل يتدفق في العناصر الكثيفة عبر سدادة انابيب المفاعل.ويتم تطوير التدفق المضطرب من خلال شبكة لاسلكية موضوعة في الانبوب. فالمفاعل الانبوبي لا يتطلب نقل الاجزاء الميكانيكية وهو غير مكلف في البناء ومع ذلك يمكن للمفاعل ان يكون غير عملي لمدة طويلة إذا كانت الجزيئات تتجمع ببطء. 

### خزان الخفق المستر
يتم تشغيل مفاعلات (CSTR) في حالة مستقرة مع استمرارية تدفق المواد المتفاعلة والمنتجات في خزان مناسب للخلط. ان البروتين النقي الممزوج بالروبة يحتوي بالفعل على جزيئات مترسبة ومواد الترسيب.